# 拉莫茨瓦
拉莫茨瓦是博茨瓦納東南部的城鎮，由東南區負責管轄，位於首都哈博羅內西南面，居民主要從事生產麵粉和金屬產品，耕地只佔五分之一的面積，2001年人口20,680。
24°52′S 25°49′E / 24.867°S 25.817°E